# Purcelewski
Purcelewski (forma żeńska: Purcelewska, liczba mnoga: Purcelewscy) – polskie nazwisko.

## Etymologia nazwiska
- Purc – od gwarowego purcać (puszczać bąki, wiatry): Purc-el, Purc-el+ewicz, Purc-el+ewski, Purc-el+owski[1].
- Purcel – tradycyjny, kaszubski pączek, purcle: pączki[2]

## Demografia
Na początku lat 90. XX wieku w Polsce mieszkały 123 osoby o tym nazwisku, najwięcej w dawnym województwie: toruńskim  – 42, włocławskim – 41 i elbląskim – 11. W 2013 roku mieszkało w Polsce około 135 osób o nazwisku Purcelewski, najwięcej w Toruniu.